# Beauborg (album)
Beaubourg (1978) este un album de muzică electronică a compozitorului de origine greacă Vangelis. Albumul este produs integral cu ajutorul sintetizatorului și conține muzică cu accentuat caracter experimental. Alături de albumul Hypothesis (compus în anul 1971 și scos în 1978), este considerat ca fiind una dintre cele mai puțin accesibile creații ale lui Vangelis. Albumul Invisible Connections (1985) poate fi asimilat acestei categorii de asemenea, însă acesta se bazează pe muzica clasică experimentală produsă de casa de discuri Deutsche Grammophon.
Albumul este destinat să reflecte viața din districtul Beauborg din Paris, unde Vangelis a locuit la începutul anilor 70. Este reprezentarea muzicală a Centrului Pompidou din Paris.
Muzica este interpretată cu unul sau mai multe sintetizatoare Yamaha CS-80, modulator pe care artistul il folosește în mod frecvent.
Coperta albumului este realizată însuși de Vangelis. Inginerul de sunet este Keith Spencer-Allen, asistat de Marlis Duncklau.

## Lista pieselor
Toate piesele sunt compuse de Vangelis.
1. "Beaubourg, Part I" – 18:09
2. "Beaubourg, Part II" – 21:05